# Jevgeni Svesjnikov

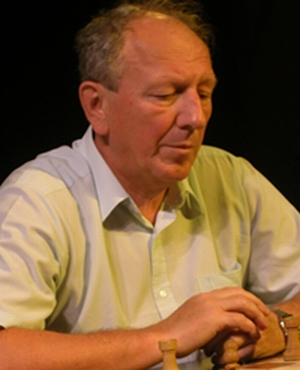
Jevgeni Svesjnikov, 2005

Jevgeni Svesjnikov (Russisch: Евгений Эллинович Свешников, Lets: Jevgeņijs Svešņikovs) (Tsjeljabinsk, 11 februari 1950 - Moskou, 18 augustus 2021) was een Russische schaker en schrijver, sinds 2004 spelend voor Letland. Hij was sinds 1977 een FIDE grootmeester (GM).  

## Schaakcarrière
- In 1967 speelde hij, op 17-jarige leeftijd, al mee in het kampioenschap van de USSR. In die jaren werd hij ook beroemd door het analyseren van zijn variant, de Svesjnikovvariant in de schaakopening Siciliaans. Hij heeft hierover een aantal boeken geschreven: "Het Svesjnikov Systeem", "The Sveshnikov Variation", "The Complete Sveshnikov Sicilian".

In 1974 werd hij gedeeld eerste in Děčín (Tsjechië), in 1976 werd hij in Sotsji gedeeld eerste met Lev Poloegajevski. Hij won categorie 8 toernooien in Le Havre (1977) en in de Cubaanse stad Cienfuegos (1979). In 1979 werd hij in Novi Sad gedeeld tweede met Efim Geller, achter Florin Gheorghiu. 
- In 1975 werd hij Internationaal Meester (IM), in 1977 grootmeester.
- Bij het Hoogovenstoernooi in Wijk aan Zee in 1981 werd hij gedeeld derde.
- In 1983 was hij gedeeld eerste bij het kampioenschap van de stad Moskou.
- In 1984 was hij de winnaar van Hastings en in 2003 speelde hij mee in het "Liepajas Castling tournament" in Letland. Hier werd Chalifman eerste, Jevgeni eindigde op de vierde plaats en Loek van Wely op de vijfde.
- In 2000 eindigde Jevgeni Svesjnikov op de zesde plaats in het toernooi om het kampioenschap van Rusland, Sergej Volkov werd kampioen.
- Svesjnikov won het kampioenschap van Letland in 2003 en in 2010.
- In mei 2005 werd Svesjnikov tweede in het toernooi om het kampioenschap van Letland (2005).
- In 2017 won hij de 65+ categorie van het World Senior Chess Championship.[3][4]

## Schaakteams
In teamcompetities, speelde hij in 1976 in het als winnaar eindigende team van de Sovjet-Unie bij het World Student Team Chess Championship. In 1977 was hij voor het winnende Sovjet-team reserve bij het Europees schaakkampioenschap voor landenteams in Moskou. Hij scoorde 80% en behaalde een individuele gouden medaille. 
Hij vertegenwoordigde Letland bij de Schaakolympiades van 2004, 2006, 2008 en 2010, en bij het Europees schaakkampioenschap voor landenteams in 2011. In 2016 speelde hij aan het eerste bord van het winnende Russische team in de 65+ categorie van het World Senior Team Championship.

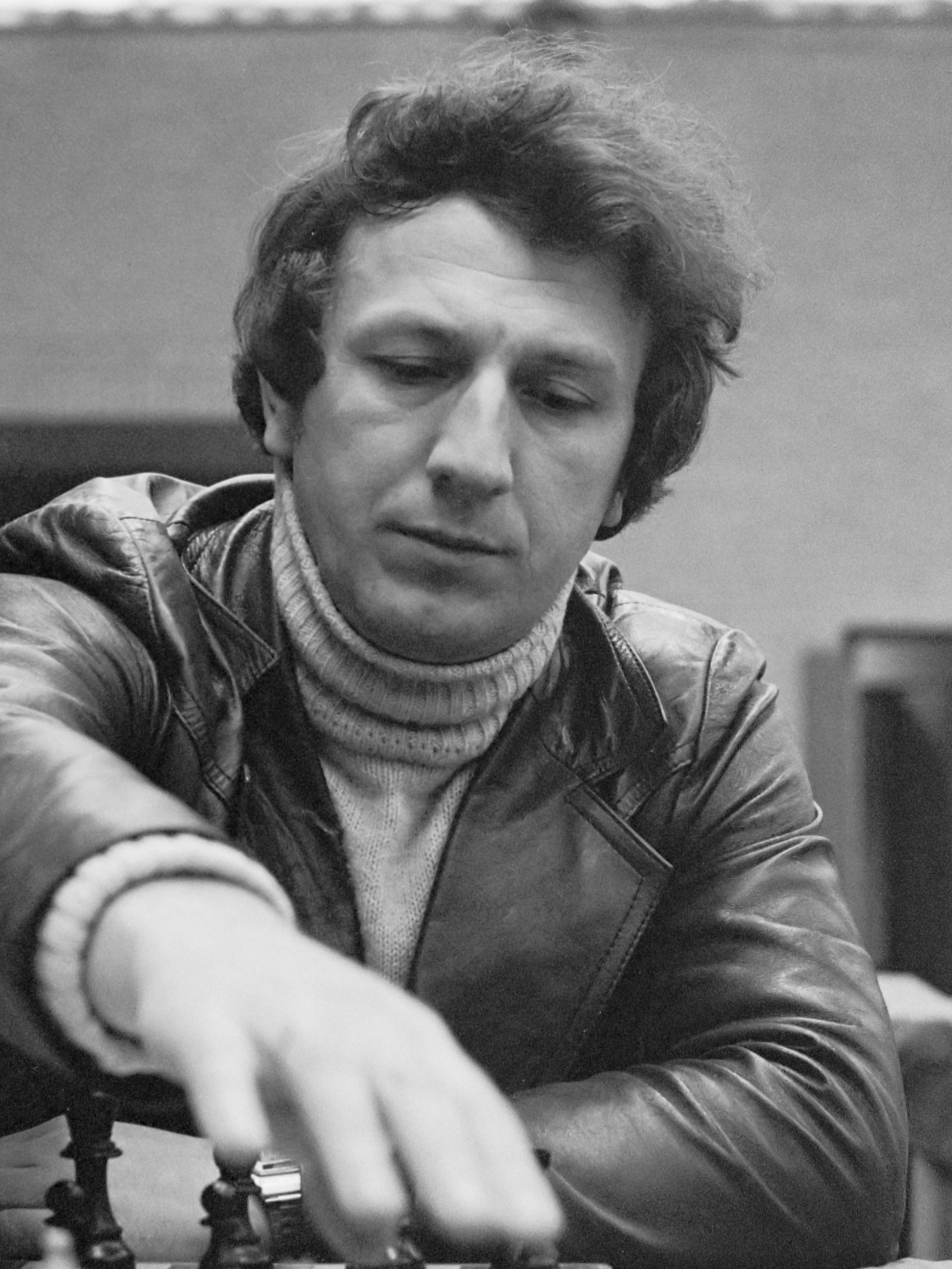
Jevgeni Svesjnikov in 1981

## Criticus van het systeem
Svesjnikov staat bekend als een onverbloemd en controversieel grootmeester. Hij was betrokken bij protesten van spelers tegen het inleveren van partijnotaties. De praktijk is dat na afloop van een partij een kopie van de partijnotatie door de speler wordt verstrekt aan de organisator van het toernooi, waarna de partijen verschijnen op internet, in boeken, tijdschriften en in databases. De voordelen voor de ontwikkeling en populariteit van de schaaksport zijn duidelijk, maar Svesjnikov stelt dat het niet in het belang is van de schaakprofessionals om op deze voet door te gaan.
Een fundamenteel probleem voor schakers is het verwerven van inkomen; volgens Svesjnikov zijn er veel voorbeelden van schakers in Rusland en de Baltische Staten die lijden aan depressies en sommige gevallen overgaan tot het plegen van zelfmoord. 
Hij stelt dat partijnotaties het product en intellectueel eigendom zijn van de twee betrokken spelers en dat daarom toestemmingen voor copyrights en vergoeding van royalty's aan de orde moeten zijn. Hij vindt het moreel verwerpelijk dat uitsluitend schrijvers, en uitgevers van schaakpublicaties profiteren van het openbaar maken van partijnotaties. Hierdoor worden spelers zelfs belemmerd om, als investering ten behoeve van hun pensionering, een exclusief boek over hun eigen beste partijen uit te geven. Ook stelde hij aan de orde of het wijs is dergelijke informatie beschikbaar te stellen aan toekomstige tegenstanders, die gebruik maken van databases om hun winstkansen te vergroten, los van het hebben van eigen ideeën of vaardigheden in het schaakspel.

## De theoreticus
De belangrijkste bijdrage van Svesjnikov aan het schaken is zijn bijdrage aan de openingstheorie tijdens de jaren 60 en 70, samen met zijn goede vriend GM Gennadi Timosjenko. 

De Lasker-Pelikan variant in de Siciliaanse verdediging werd beschouwd als dubieus, totdat Svesjnikov deze transformeerde tot een opwindende en goed speelbare opening. Het verschil tussen winst en verlies is vaak delicaat, waardoor het interessante optie is voor zwarte spelers die gaan voor de winst. Mark Taimanov omschreef het als de laatste grootste ontdekking in de openingstheorie. Dit wordt ondersteund door het feit dat de variant nu regelmatig wordt gespeeld door de leidende grootmeesters van de wereld. Vladimir Kramnik en Valeri Salov worden beschouwd als de expert beoefenaren van deze variant, maar Kasparov, Sjirov, Lékó en Chalifman hadden er ook succes mee. Magnus Carlsen gebruikte deze opening diverse keren in zijn match om het Wereldkampioenschap schaken 2018 met Fabiano Caruana. 

De opening biedt veel taktische mogelijkheden en hoewel deze al diep is geanalyseerd, worden er nog regelmatig nieuwe ideeën aan toegevoegd. Sveshnikov heeft over zijn variant een boek geschreven, met de bescheiden titel The Sicilian Pelikan.  

De zetten van de Svesjnikov-variant zijn: 1.e4 c5 2.Pf3 Pc6 3.d4 cxd4 4.Pxd4 Pf6 5.Pc3 e5 6.Pdb5 d6 7.Lg5 a6 8.Pa3 b5. (diagram)
Hij was ook een pionier in de ontwikkeling van de variant 3.e5 in de Franse verdediging, en van de Alapin-variant, 2.c3, in de Siciliaanse verdediging. 

## Persoonlijk leven
Zijn zoon Vladimir Svesjnikov is een schaker met de titel Internationaal Meester. 